# Helicteres sundaica
Helicteres sundaica är en malvaväxtart som beskrevs av George Don jr. Helicteres sundaica ingår i släktet Helicteres och familjen malvaväxter. Inga underarter finns listade i Catalogue of Life.